# Емишлик
Емишлик или Йемишлик (тур. Yemişlik, арм. Նարեկ, Нарек) — деревня в провинции Ван на юго-востоке Турции.

## История
Первоначально деревня входила в состав Васпураканского царства на территории Рштуника — гавара Великой Армении. Здесь был основан Нарекаванк — главное культовое сооружение армянского средневекового зодчества с храмами Святого Сандухта и Богородицы, а также библиотекой Григора Нарекаци, где хранились документы из различных областей Армении до 1915 года.

### 1914 — настоящее время
До начала Первой мировой войны деревня была полностью была заселена армянами и насчитывала около 250 домов.
Во время геноцида армян монастырь Нарекаванк был разрушен полностью, а местное армянское население было насильственно переселено. Большинство из них умерло по дороге в ссылку.
В 1949 году решением губернатора Ванской провинции село было переименовано в Емишлик, но старое армянское название «Нарек» до сих пор широко используется местным населением. В настоящее время деревня находится в Турции.

## Известные уроженцы
- Анания Нарекаци (нач. X в. — 980-е гг.) — армянский философ, богослов, писатель, церковный деятель X века[3].
- Григор Нарекаци (ок. 951 — 1003) — армянский поэт, философ и богослов, святой Армянской Апостольской и Католической церквей, представитель раннеармянского Возрождения[4].